# Frigil de l'illa Inaccessible
El frigil de l'illa Inaccessible (Nesospiza acunhae) és un ocell de la família dels tràupids (Thraupidae).

## Hàbitat i distribució
Habita zones arbustives i matolls de l'illa Inaccessible, al grup de les Tristan da Cunha, a l'Atlàntic Sud.